# Comuna Iakîmivka, Orativ
Iakîmivka (în ucraineană Якимівка) este o comună în raionul Orativ, regiunea Vinnița, Ucraina, formată din satele Buhaiivka și Iakîmivka (reședința).

## Demografie
Componența lingvistică a satului Iakîmivka
     Ucraineană (99,4%)
     Alte limbi (0,3%)
Conform recensământului din 2001, majoritatea populației satului Iakîmivka era vorbitoare de ucraineană (99,4%), existând în minoritate și vorbitori de alte limbi.